# ماچی ام.بی.۳۲۳
ماچی ام.بی. ۳۲۳ (به انگلیسی: Macchi_M.B.323) یک هواگرد ملخ‌پیشین تک‌موتوره از نوع Training monoplane ساخت شرکت Macchi است. هواگرد ماچی ام.بی. ۳۲۳ نخستین پروازش را در ۱۹۵۲ میلادی انجام داد. در مجموع، تعداد ۲ فروند از این هواگرد ساخته شده‌است.